# Salix microstachya
Espèce
Classification APG III (2009)
Salix microstachya est une espèce de plantes à fleurs de la famille des Salicaceae. C'est un saule originaire de Mongolie et de Russie.

## Synonymie
- Salix microstachya var. microstachya, plantes jusqu'à 2 m de haut ; branches jaunâtres ou brun jaunâtre, anthères jaunes
- Salix microstachya var. bordensis, plantes naines, jusqu'à 1 m de haut ; branches grisâtres, brunâtre pourpre, rarement vert grisâtre,  anthères rouges[1].

## Description
Salix microstachya se présente comme un arbuste atteignant 2 mètres de haut. Ses jeunes branches sont glabres ou légèrement velues. Les bourgeons sont ovoïdes  avec une chevelure filamenteuse. Les stipules sont absents ou très petits. Un cout pétiole porte des feuilles linéaires ou lancéolées de 1.5-4 cm × 2-4 mm. Au début, elles sont cotonneuses devenant ensuite presque glabres. La floraison est précoce, en mai. La fructification se produit en juin-juillet.
L'espèce pousse sur les bords de rivières, zones humides entre les dunes, dans le Hebei, l'ouest du Heilongjiang, le Jilin, le Liaoning, est du Nei Mongol, en Mongolie, Russie et Sibérie.